# Клуб 57
Клуб 57 (итал. Club 57) италијанско-америчка је телевизијска серија Rainbow SpA и Nickelodeon, обе део ViacomCBS. Аутори су Катарина Ледобојер и продуценти Иђинио Страфи и Пијерлуиђи. Серија се емитовала од 15. априла 2019. до 4. јуна 2020. године на каналу Rai Gulp у Италији, након чега се емитовала од 6. маја до 26. јула 2019. године на каналу Nickelodeon Латинска Америка. Серија прати ученицу из 21. века по имену Ева која случајно путује у 1957. годину са својим братом Рубеном. Након што се Ева заљубљује у италијана по имену Џеј-Џеј, она одлучује да остане у прошлости.
Прва сезона серије је добила зелено светло након што се Иђинио Страфи састао са Nickelodeon креативцима. Страфи је желео да ко-развије другу серију са Nickelodeon након серије Винкс. Он је одгледао неемитовану пилот епизоду за Клуб 57, која је снимана 2016. године у Viacom студију у Мајамију. Страфи се заинтересовао за концепт, а у његовој режији мушки глумац серије (Џеј-џеј) написан је као италијански имигрант. Ауторка Катарина Ледобојер блиско је сарађивала са италијанским тимом током свих аспеката продукције како би програм прилагодио европској публици. Иђинио Страфи повео је многе од својих бивших чланова посаде из серије Винкс да раде на Клуб 57, укључујући већину писца и дизајнерског тима.
У Србији, серија се емитује од 23. марта 2020. године на каналима К1 и Казбука, титлована на српски језик. Титлове је радио студио Minacord Media.

## Радња
Ева и Рубен су  брат и сестра из 2019. године. Након што су у лабораторији свог деде открили стару машину за време, случајно се враћају у 1957. годину. Док покушавају да пронађу начин да се врате, Ева и Рубен у почетку покушавају да остану што неопаженији. Ева се убрзо заљубљује у италијанског дечака по имену Џеј-џеј, који ради као техничар за осветљење популарног плесног шоуа званог Клуб 57. Ева се такође спријатељи са водећом извођачицом емисије, Амелијом, и провоцира бившу девојку Џеј-џеја, Веро. Не желећи да напусти Џеј-џеја, Ева одлучује да остане дуже у прошлости. У међувремену, Рубен почиње да продаје технологију свом деду, којем је било двадесетих година 1957. године.
Присутност Ева и Рубен 1957. године привлачи пажњу Чувара времена, групе интердимензионалних агената који прате временску траку свемира. Они шаљу приправника чувара по имену Орек и његовог роботског помоћника Дроида да ухвате брата и сестру и зауставе поремећаје у прошлости. Ева и Рубен избегавају заробљавање и на крају се враћају у 2019. годину, али тамо откривају да су њихови поступци у прошлости имали ефекта лептира на садашњост: родитељи више нису заједно, а деда им је зли милионер. Ева и Рубен враћају се у прошлост како би поништили своје поступке и опоравили своје старе животе.